# 亨利科縣
亨利科县是美國維吉尼亞州東部的一個縣。面積63-平方公里。根據美國2010年人口普查，共有人口306935人。
该县成立於1634年，是該州，以至美國最早成立的八個縣之一。縣名來自亨利科斯殖民地 （以紀念詹姆斯一世的長子亨利·費德里克·斯圖亞特）。

## 历史
1611年，英国海军军官托马斯·戴尔（Thomas Dale）在詹姆斯河的法拉尔岛（Farrar's Island，注：实际上是一座半岛）上建立了亨利科斯镇（Citie of Henricus）。该镇得名于威尔士亲王亨利·弗里德里克。1622年詹姆斯镇大屠杀中，原住民波哈坦族人将殖民者赶出该区域，亨利科斯镇被彻底摧毁。1624年，弗吉尼亚正式成为皇家殖民地。
1634年，英王查理一世在弗吉尼亚设立了8个郡，其中就有亨利科郡（Henrico Shire）。
1776年，亨利科县的代表里查德·亚当斯和那撒尼尔·威尔肯森参加了第5次弗吉尼亚会议，会上代表们同意派人参加大陆会议商讨从英国独立的事宜。

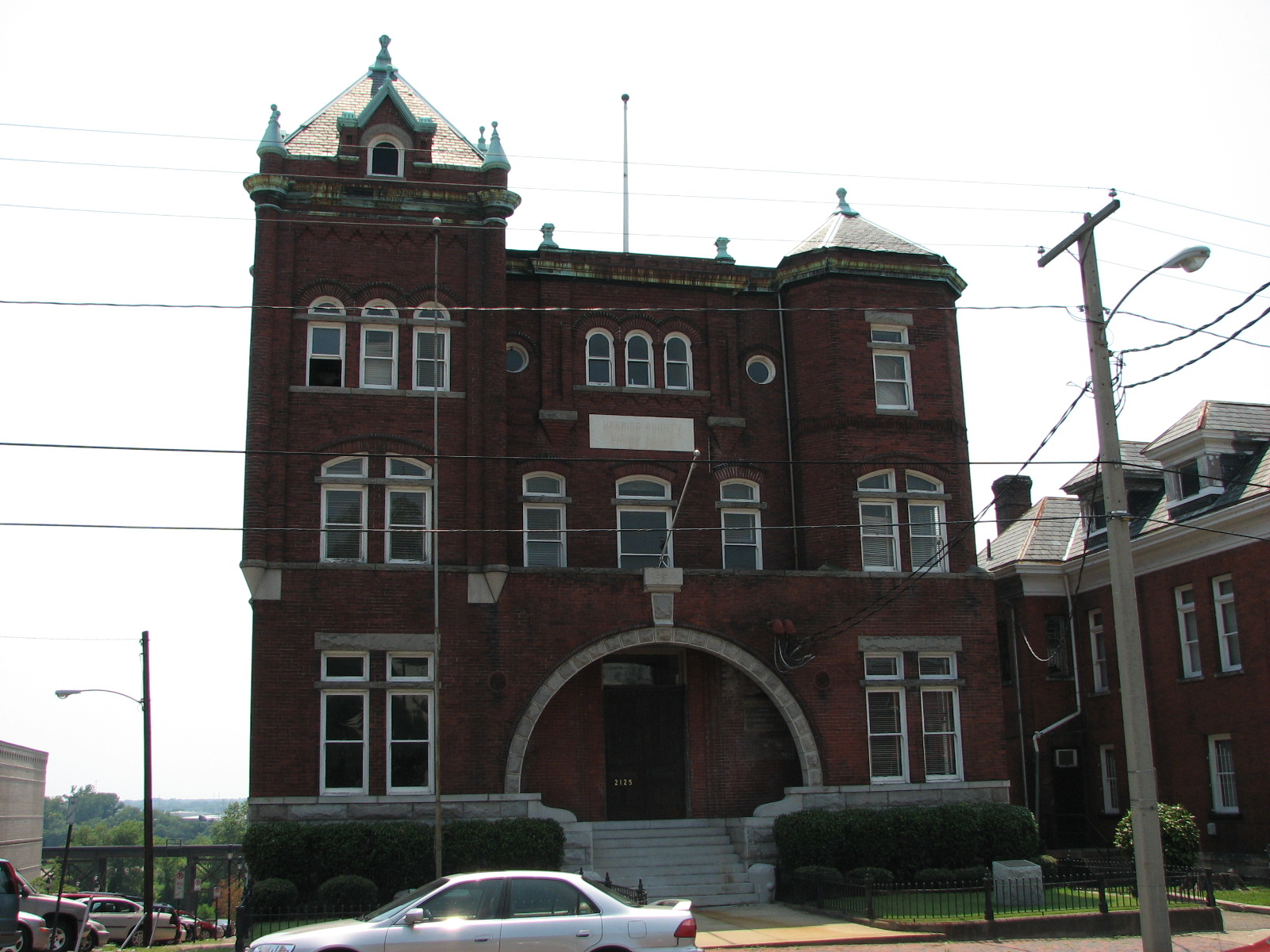
位于里士满的县法院旧址

1781年美国革命期间，英国将军本尼迪克特·阿诺德率军占领了里士满后，亨利科民兵被征调上前线。英国占领期间，亨利科县法院的不少卷宗被焚毁。
美国内战期间，里士满作为邦联的首都是北军的重要军事目标之一，故拱卫里士满的亨利科县也经历了多次战斗，包括了七松之役、野人站（Savage’s Station）战役、 格林戴尔（Glendale）战役等。为了守卫通往里士满的重要道路，在南军司令罗伯特·李的建议下，军队在县北部的溪山种植园（Brook Hill）修建了一个地堡。
亨利科縣在內戰中損毀嚴重。戰後的幾十年內湧現了例如弗吉尼亞·蘭道夫（Virginia Estelle Randolph）一類的教育家，幫助重建當地的教育。蘭道夫在1892年開辦了舊山路小學（Mountain Road School），在1908年成為了縣學校系統的主管。
历史上，亨利科县内部部分拆出10个县和3个独立城市。1842年，原本隶属于亨利科县的里士满独立设市。此后，里士满5次兼并亨利科县的土地。而原在县域内的亨利科斯镇遗址也在1922年被临近的切斯特菲尔德县吞并。1961年，州府里士满计划完全合并亨利科县，但是61%的选民在公投中反对此提案。1965年，里士满再度提出兼并县内145平方英里土地的计划，但在诉诸法律的情况下只被允许得到17平方英里。由于亨利科县提出了5500万美元的补偿金，里士满最终放弃了此次兼并。
1981年，弗吉尼亚州下议院通过决议终止州内所有的土地兼并，亨里科县得以维持其边界至今。

## 教育
亨利科县公校系统（Henrico County Public Schools）是县内主管公立学校的机构，下辖45所小学、13所初中、10所高中和2个技术学。在2001年，公校系统开始向全体高中生分配苹果电子书。2003年，辖区内的初中生也能分配到电子书。
2010年，公校系统的校董会决议成立霍尔曼初中（Holman Middle School）和格林艾伦高中（Glen Allen High School）。

## 气候
亨利科县属于亚热带湿润气候，夏季潮湿炎热、冬季较为寒冷。平均每年降雪可达8天，一年中有88天可达到结冰点以下，8天的最高温度不超过结冰点，50天可以到达90华氏度以上。
| 塔克霍，亨利科县 （1980-2010） | 塔克霍，亨利科县 （1980-2010） | 塔克霍，亨利科县 （1980-2010） | 塔克霍，亨利科县 （1980-2010） | 塔克霍，亨利科县 （1980-2010） | 塔克霍，亨利科县 （1980-2010） | 塔克霍，亨利科县 （1980-2010） | 塔克霍，亨利科县 （1980-2010） | 塔克霍，亨利科县 （1980-2010） | 塔克霍，亨利科县 （1980-2010） | 塔克霍，亨利科县 （1980-2010） | 塔克霍，亨利科县 （1980-2010） | 塔克霍，亨利科县 （1980-2010） | 塔克霍，亨利科县 （1980-2010） |
| 月份                           | 1月                            | 2月                            | 3月                            | 4月                            | 5月                            | 6月                            | 7月                            | 8月                            | 9月                            | 10月                           | 11月                           | 12月                           | 全年                           |
| ------------------------------ | ------------------------------ | ------------------------------ | ------------------------------ | ------------------------------ | ------------------------------ | ------------------------------ | ------------------------------ | ------------------------------ | ------------------------------ | ------------------------------ | ------------------------------ | ------------------------------ | ------------------------------ |
| 平均高温 °F（°C）              | 46.9 (8.3)                     | 50.8 (10.4)                    | 59.4 (15.2)                    | 70.1 (21.2)                    | 77.4 (25.2)                    | 85.1 (29.5)                    | 88.5 (31.4)                    | 87.1 (30.6)                    | 80.9 (27.2)                    | 70.7 (21.5)                    | 60.7 (15.9)                    | 50.1 (10.1)                    | 69.0 (20.5)                    |
| 平均低温 °F（°C）              | 25.2 (−3.8)                    | 27.4 (−2.6)                    | 33.6 (0.9)                     | 42.9 (6.1)                     | 51.8 (11.0)                    | 61.3 (16.3)                    | 65.6 (18.7)                    | 64.4 (18.0)                    | 56.8 (13.8)                    | 45.1 (7.3)                     | 36.0 (2.2)                     | 28.1 (−2.2)                    | 44.8 (7.1)                     |
| 平均降水量 （mm）              | 3.2 (81)                       | 2.9 (74)                       | 3.9 (99)                       | 3.3 (84)                       | 3.9 (99)                       | 3.5 (89)                       | 4.3 (110)                      | 4.2 (110)                      | 3.7 (94)                       | 3.3 (84)                       | 3.6 (91)                       | 3.4 (86)                       | 43.2 (1,101)                   |
| 来源：USA.com                  |                                |                                |                                |                                |                                |                                |                                |                                |                                |                                |                                |                                |                                |

## 交通
亨利科县是弗吉尼亚唯一两个拥有道路管辖权的县之一（另一个为阿灵顿县）。这是因为在1927年州交通局成立前，亨利科县就拥有利自己的高速公路管理机构，而之后整合地方交管局的时候，州政府基于历史协定允许亨利科县维持原机构。

### 州际公路
- 64號州際公路
- 95號州際公路
- 195號州際公路
- 295號州際公路

### 国道
- 1號美國國道
- 33號美國國道
- 60號美國國道
- 250號美國國道
- 301號美國國道
- 360號美國國道

### 州道
- 2號維吉尼亞州州道
- 5號維吉尼亞州州道
- 6號維吉尼亞州州道
- 33號維吉尼亞州州道
- 73號維吉尼亞州州道
- 76號維吉尼亞州州道
- 147號維吉尼亞州州道
- 150號維吉尼亞州州道
- 156號維吉尼亞州州道
- 157號維吉尼亞州州道
- 161號維吉尼亞州州道
- 197號維吉尼亞州州道
- 271號維吉尼亞州州道
- 356號維吉尼亞州州道
- 895號維吉尼亞州州道

### 机场和铁路
里士满国际机场位于县内的桑德斯顿（Sandston）地区，是里士满都会区最大的机场，也是弗吉尼亚第三繁忙的机场（仅次于华盛顿杜勒斯国际机场和华盛顿里根国家机场）。
美铁经过亨利科县时停靠斯特普斯磨坊路站（Staples Mill Road station），该站距离里士满约5英里。

### 巴士
大里士满地区交通公司为亨利科县提供巴士服务。

## 人口
2010年美国人口普查显示，亨利科县人口为306935人，共计127111户、69846个家庭。人口密度为1252人每平方英里。2019年统计显示，县内共有139274个住房单位，平均每平方英里568个。 截止2018年，亨利科县人口中57%为欧裔美国人（185772人），29.5%为非裔美国人（96112人），0.2%为美国原住民（728人），8.2%为亚裔美国人（26557），0.03%为太平洋岛民后裔（95人），0.98%为其他族裔（3106人），3.1%为混合族裔（10232人），还有5.5%为拉美裔（17959人）。
在欧裔美国人中，最大的族裔分别为：英裔、德裔、爱尔兰裔和意大利裔。
2000年的人口普查显示，全县108121户人家中，31.9%的有未满18岁的儿童居住，48.3%的是合居的夫妇，13.1%是独居的已婚或未婚妇女，35.4%的未成家。28.9%的住户中仅有一人，8.5%的住户是65岁以上独居老人。
2018年人口普查局估计25.1%的人口年龄低于19岁，7.8%的人口介乎20至24岁，27.7%的人口介乎25至44岁，25.9%的人口介乎45至64岁，14.6%的人口大于65岁。年龄中位数为38.5岁。男女比例为90.11：100。
2019年，县内每户收入中位数为68024美元，每家收入中位数为91956美元，人均收入为40222美元，均低于弗吉尼亚平均数。9%的人口生活在贫困线下。

## 轶事
很多年来，亨利科县普遍被美國郵政認為是里士滿的一部分。這個錯誤導致縣內大多數地方的郵件都被蓋上里士滿的郵戳。但在2008年，亨利科縣的居民在上訴後獲得了重新在郵件上標註本縣名的權利。據估計，這次改變為縣里帶回了大約500萬美元的稅收，在此之前這些稅金因為地址的問題而被里士滿收走。這件事同時亦促使弗吉尼亞州很多習慣填寫附近城市地址的居民作出改變，轉填自己應當納稅的縣市。
亨利科縣負責處理弗吉尼亞中部所有的危險物質洩漏的事故，因而包括其在內的十幾個縣市的應急系統（火警、醫護、救援隊等）共享一個系統。
亨利科縣的債務評級是AAA，表明其財務情況良好。